# Josan-To Win Cycling Team
L'equip Josan-To Win (codi UCI: JTW) va ser un equip ciclista belga, de ciclisme en ruta. Creat al 2005, va tenir categoria continental fins a la seva desaparició al 2014, excepte dels anys 2010 al 2012.

## Principals resultats
- Tour de Hong Kong Shanghai: Geert Steurs (2006)
- Ronde van Vlaams-Brabant: Geert Steurs (2006)
- Gran Premi d'Affligem: Geert Steurs (2006)
- Internatie Reningelst: Sean Van de Waeter (2013)
- Kattekoers: Jérôme Baugnies (2013)

### A les grans voltes
- Giro d'Itàlia
  - 0 participacions

- Tour de França
  - 0 participacions

- Volta a Espanya
  - 0 participacions

## Classificacions UCI

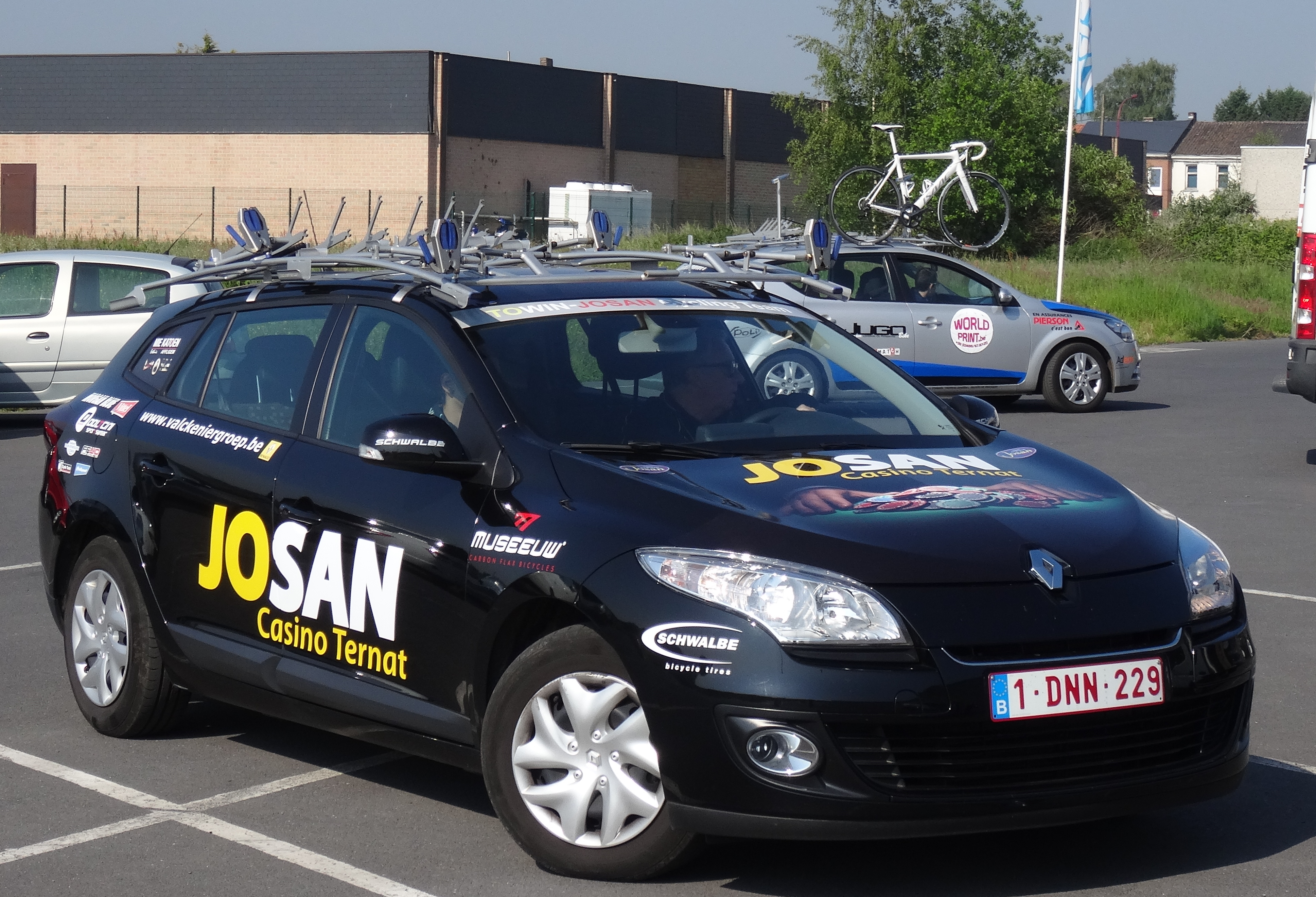
Vehicle de l'equip al 2014

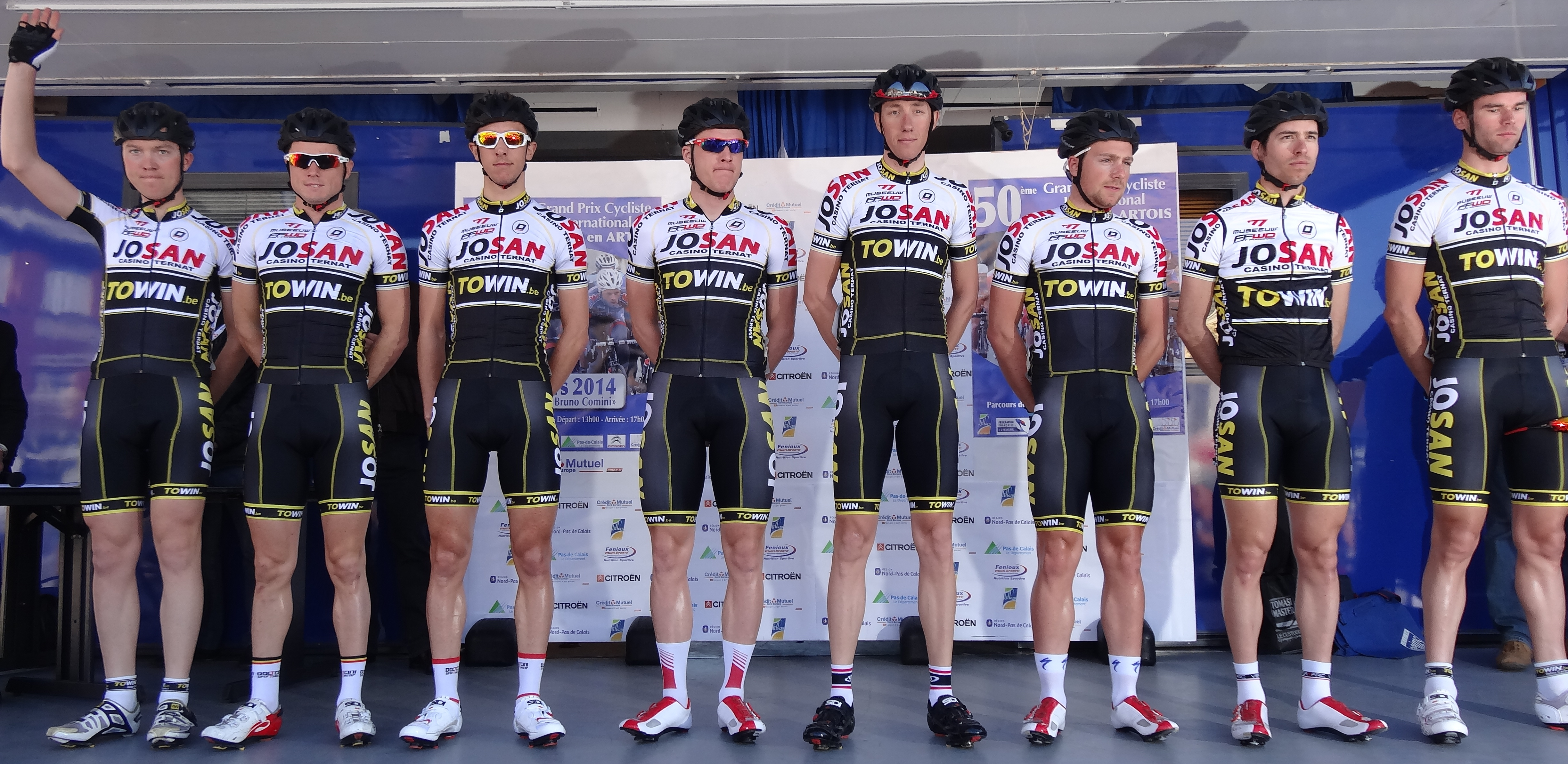
L'equip al 2014

L'equip participà en els Circuits continentals de ciclisme. La següent classificació estableix la posició de l'equip en finalitzar la temporada.
UCI Àsia Tour
| Temporada | Classificació per equips | Millor ciclista en la classificació individual |
| --------- | ------------------------ | ---------------------------------------------- |
| 2006      | 39è                      | Tim Meeusen (209è)                             |
| 2014      | 68è                      | Jonathan Breyne (201è)                         |

UCI Europa Tour
| Temporada | Classificació per equips | Millor ciclista en la classificació individual |
| --------- | ------------------------ | ---------------------------------------------- |
| 2005      | -                        | -                                              |
| 2006      | 100è                     | Bjorn Coomans (487è)                           |
| 2007      | 134è                     | Cyrille Heymans (1260è)                        |
| 2008      | 112è                     | Davy Tuytens (812è)                            |
| 2009      | 101è                     | Jérôme Baugnies (457è)                         |
| 2013      | 64è                      | Jérôme Baugnies (67è)                          |
| 2014      | 103è                     | Niels Reynvoet (451è)                          |